# Wayne R. Dynes

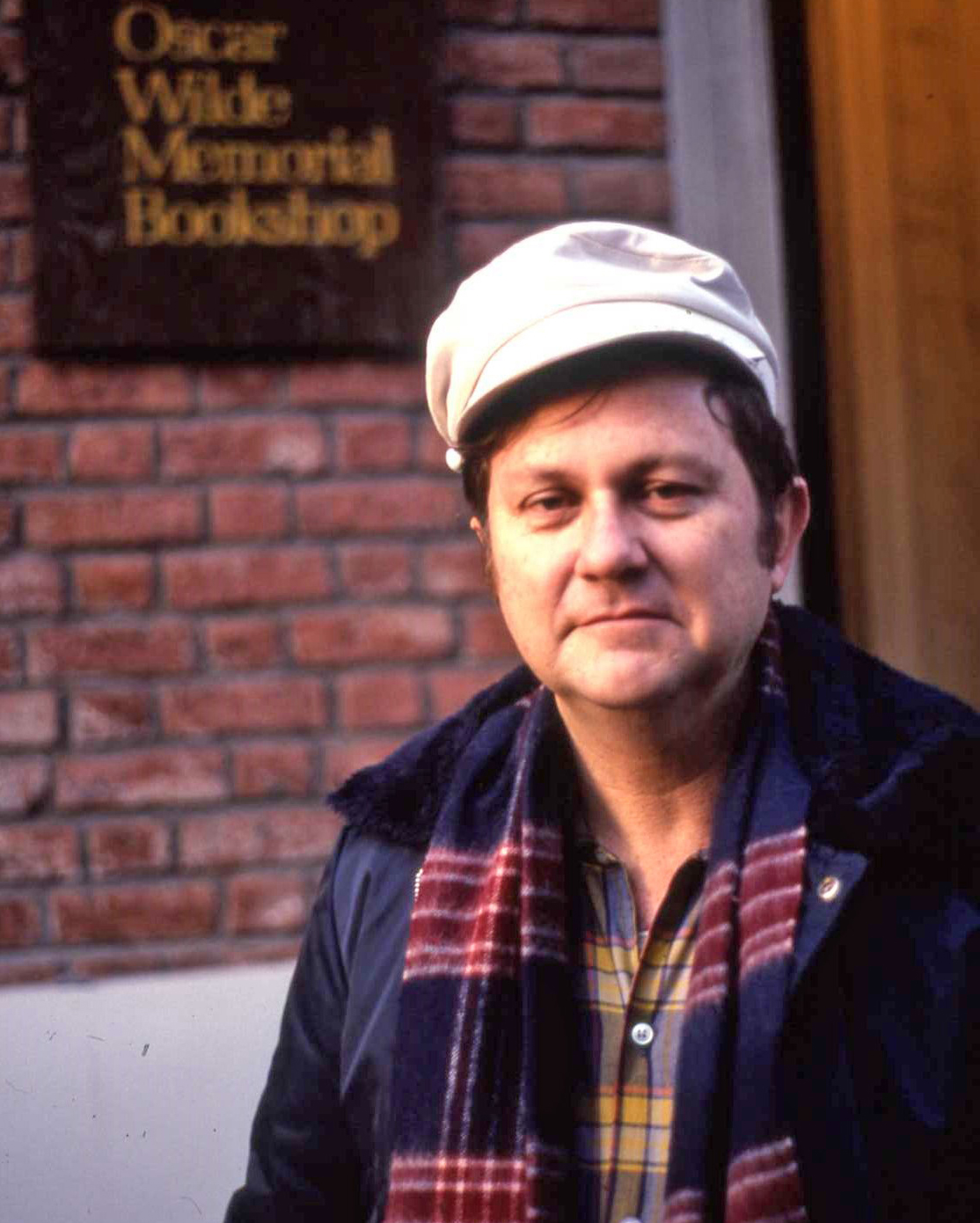
Wayne Dynes (1984)

Wayne R. Dynes (* 23. August 1934; † Juli 2021) war ein US-amerikanischer Autor und Kunsthistoriker.

## Leben
Dynes studierte Geschichte und Kunst zuerst an der UCLA in Kalifornien und dann am Institute for Fine Arts der New York University. Nach seinem Studium erhielt er eine Anstellung als Hochschullehrer für Kunstgeschichte zuerst an der Columbia University am Hunter College, wo er von 1972 bis zu seiner Emeritierung 2005 lehrte. Dynes unternahm für seine Studien viele Reisen nach Europa. In den 1960er Jahren war er Mitglied der Organisation Mattachine Society in New York City. Gemeinsam mit dem Bibliothekar Jack Stafford erarbeitete er verschiedene Biografien zu LGBT-Personen. Zu seinen bedeutendsten Büchern gehören Homosexuality: A Research Guide von 1987 und sein aus zwei Teilen bestehendes Buch Encyclopedia of Homosexuality (Garland) von 1990, das 1991 mit dem Editor’s Choice Award der Lambda Literary Awards und dem Stonewall Book Award ausgezeichnet wurde.

## Werke (Auswahl)
- „Afterword“, in: Jim Levin, Reflections on the American Homosexual Rights Movement, New York: Gay Academic Union, 1983, Seiten 45–51.
- Encyclopedia of Homosexuality (gemeinsam mit Stephen Donaldson, Warren Johansson und William Armstrong Percy), 2 Teile, New York: Garland, 1990 (digitale Ausgabe an der Berliner Universität)[1]
- Hieronymus Bosch and the Canticle of Isaiah, (gemeinsam mit Marshall Neal Myers), New York: Cabirion Press, 1987.
- Homolexis: A Historical and Cultural Lexicon of Homosexuality, New York: Gay Academic Union, 1985.[2]
- Homosexuality: A Research Guide, New York: Garland, 1987 (digitale Ausgabe an der Berliner Universität)[3]
- The Illuminations of the Stavelot Bible, New York: Garland, 1978.
- Palaces of Europe, Great Buildings of the World, London: Hamlyn, 1968.